# Werner Sonne

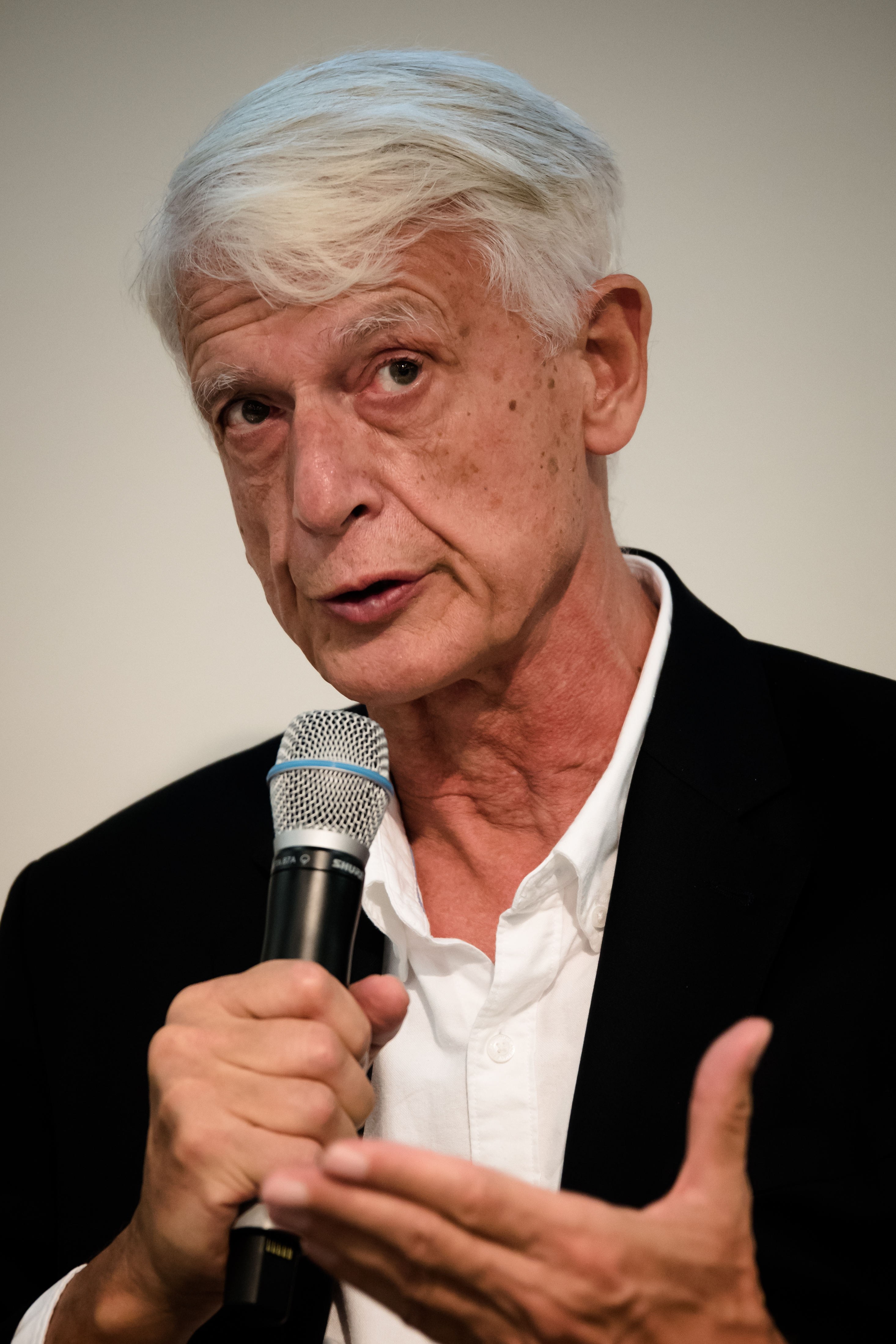
Werner Sonne (2017)

Werner Sonne (* 4. Mai 1947 in Morscheid-Riedenburg) ist ein deutscher Journalist und Schriftsteller.

## Berufliche Karriere
Sonne begann seine journalistische Ausbildung beim Kölner Stadt-Anzeiger, wo er sein Volontariat abschloss. Weitere berufliche Erfahrungen sammelte Sonne bei der Nachrichtenagentur UPI in Bonn. 1968 wechselte er zur Hörfunksparte des Westdeutschen Rundfunks (WDR), wurde Reporter der „Aktuellen Abteilung“ und berichtete als Korrespondent aus den Studios in Bonn und Washington.
1981 kam er zur Fernsehsparte des WDR. Dort nahm er mehrere Aufgaben wahr. Unter anderem war er Sonderkorrespondent bei ARD-aktuell in Hamburg und stellvertretender Chefredakteur der Landesprogramme im WDR-Fernsehen. Als Auslandskorrespondent und Studioleiter berichtete er aus Bonn, Washington und Warschau. Außerdem war er beim ARD/ZDF-Informationskanal Phoenix Moderator der Sendung Schwerpunkt. 1999 wurde er TV-Korrespondent im ARD-Hauptstadtstudio Berlin. Im Juli 2004 wurde Sonne Korrespondent beim ARD-Morgenmagazin. Am 8. Juni 2012 verabschiedete er sich im ARD-Morgenmagazin in den Ruhestand.
1970 spielte Werner Sonne eine Rolle in dem Fernsehspiel Das Millionenspiel von Wolfgang Menge und 1973 in Menges und Wolfgang Petersens Spielfilm Smog. 1997 übernahm er eine Statistenrolle in Petersens Air Force One.

## Persönliches
Werner Sonne ist römisch-katholisch, verheiratet und hat einen Sohn. Er besuchte das Freiherr-vom-Stein-Gymnasium in Leverkusen. Am 19. März 2010 hielt er dort zum 50. Geburtstag der Schule die Festansprache.

## Werke
- mit Mort Ehudin: Allahs Rache. Roman. Ullstein, Berlin 1999, ISBN 3-550-08275-4.
- mit Chris Unterstenhöfer: Quotenspiel. Roman. Ullstein, Berlin 1999, ISBN 3-548-24660-5.
- mit Mort Ehudin: Es war einmal in Deutschland. Roman. Ullstein, München 2000, ISBN 3-548-24798-9.
- mit Mort Ehudin: Tödliche Ehre. Roman. Ullstein, München 2002, ISBN 3-548-25412-8.
- Wenn ich dich vergesse, Jerusalem. Bloomsbury, Berlin 2008, ISBN 978-3-8270-0753-7.
  - amerikanische Ausgabe: Where the desert meets the sea. Transl. Steve Andersen. Amazon Crossing, Seattle, 2019 ISBN 978-1-5420-4390-8
- Und der Zukunft zugewandt. Bloomsbury, Berlin 2010, ISBN 978-3-8270-0908-1.
- Staatsräson? Wie Deutschland für Israels Sicherheit haftet. Propyläen, Berlin 2013, ISBN 978-3-549-07439-8.
- Wer den Sturm sät. Thriller. Edition M, Luxemburg 2017, ISBN 978-1-5420-4595-7.
- Leben mit der Bombe – Atomwaffen in Deutschland. Springer, Wiesbaden 2018, ISBN 978-3-658-17616-7. Aktualisierte Neuauflage 2020
- mit Thomas Kreutzmann: Schuld und Leid – 1945/2022. Das Trauma von Flucht und Vertreibung. Mittler im Maximilian Verlag, Hamburg 2022 ISBN 978-3-8132-1117-7